# Všiváci (film)
Všiváci je film v režii Romana Kašparovského z roku 2014. V hlavní roli hrají Ondřej Vetchý a Ondřej Malý, kteří hrají účastníky zahraniční mise. Natáčelo se v Afghánistánu v provincii Lógar pod záštitou tehdejšího ministra obrany Alexandra Vondry.
Film měl premiéru na přehlídce Czech That Film v USA.

## Výroba
Film se natáčel od 5. června do 17. července 2012, poté ale ještě probíhaly dotáčky v Afghánistánu. V Česku se natáčelo v Praze a v Havlíčkově Brodě. Původně byla premiéra plánovaná na konec ledna 2013, ale byla přesunuta.

## Obsazení
| Jiří Langmajer     | Miki Rohan    |
| Ondřej Vetchý      | Ricky Rohan   |
| Tereza Voříšková   | Róza          |
| Iva Janžurová      | matka         |
| Ondřej Malý        | Olda Fajkus   |
| Jiří Mádl          | Venca         |
| Kryštof Hádek      | Eman          |
| Tatiana Vilhelmová | Alice         |
| Andrea Kerestešová | Simonka       |
| Marek Taclík       | Radek         |
| Lukáš Slatkovský   |               |
| Aneta Krejčíková   |               |
| Nikol Moravcová    |               |
| Sabina Remundová   | matka v mládí |
| Radek Bruna        |               |

## Recenze
- Mirka Spáčilová, iDNES.cz
- František Fuka, FFFilm
- Vít Schmarc, Český rozhlas